# بخش بولیو، شهرستان ماهنومن، مینه سوتا
بخش بولیو (به انگلیسی: Beaulieu Township) یک منطقهٔ مسکونی در ایالات متحده آمریکا است که در شهرستان مانومن، مینه‌سوتا واقع شده‌است.
 بخش بولیو ۹۲٫۳ کیلومتر مربع مساحت و ۱۰۸ نفر جمعیت دارد و ۴۰۸ متر بالاتر از سطح دریا واقع شده‌است.